# My Best Of My Life
「My Best Of My Life」（マイ ベスト オブ マイ ライフ）は、Superflyの7枚目のシングル。

## 概要
2009年5月13日に発売された。初回プレス盤のみデジパックケース仕様で、DVD『Rock'N'Roll Show 2008』初回プレス盤との連動特典の応募ハガキが封入されている。
「How Do I Survive?」以来8ヶ月振りのシングルで、4枚目のシングル「愛をこめて花束を」以来2度目となるドラマ主題歌作品となる。なお同時タイアップとなったドラマのオープニングテーマ「Alright!!」は、本作には収録されずデジタル配信のみの発表となった。オリコンチャートでは初登場11位だったが、iTunes Store総合ランキングでは最高位1位を記録した。現時点でシングルでは「愛をこめて花束を」「Eyes On Me」に次ぐ売上枚数を記録している。

## 収録曲
1. My Best Of My Life （作詞：越智志帆　作曲：多保孝一　編曲：蔦谷好位置）(6:16)
フジテレビ系ドラマ『BOSS』主題歌となり、2度目のドラマ主題歌起用楽曲となる。第82回選抜高等学校野球大会入場行進曲。
「三宅智子の女子的☆駅弁紀行」（鉄道チャンネル）エンディングテーマソング。
ブックレット記載の越智のコメント曰く、タイトルの「My Best Of My Life」とは「I'll do my best of my life」を略したスラングで「ベストを尽くすぞ!!」という決意表明の意である。
2. Welcome To The Rockin' Show（作詞・作曲：多保孝一　編曲：蔦谷好位置・多保孝一）(3:19)
2008年に行われたホールライブツアー『Superfly Rock'N'Roll Show 2008』のテーマソングとして書き下ろす。3月18日より着うたが先行配信される。なお、多保孝一が単独で作詞・作曲するのは初めてである。
3. Rock And Roll Hoochie Koo（作詞・作曲：Rick Derringer）(3:38)
アメリカの音楽家であるリック・デリンジャーの1973年の楽曲のカバー。レコーディング風景を収めたPVも制作される。演奏には、エレキギターで百々和宏（MO'SOME TONEBENDER）とSuperflyのライブサポートメンバーとして参加している草刈浩司が、エレキベースで日向秀和（ストレイテナー）が、ドラムで中村達也（元BLANKEY JET CITY、LOSALIOS、FRICTION）が参加する。

## 収録アルバム
My Best Of My Life
- 『Box Emotions』（#4）
- 『Superfly BEST』（#8・Disc 1）
- 『Superfly 10th Anniversary Greatest Hits “LOVE, PEACE & FIRE”』（#5・Disc 2）

Welcome To The Rockin' Show
- 『黒い雫 & Coupling Songs: 'Side B'』（#5・Disc 2）

Rock And Roll Hoochie Koo
- 『Wildflower & Cover Songs:Complete Best 'TRACK 3'』（#11・Disc 2）